# Hermenegildo Martín Borro
Hermenegildo Martín Borro (Cebreros, Ávila, España, 13 de abril de 1900, Ávila, España, 14 de agosto de 1985) fue un poeta español, tiene nueve libros publicados.

## Biografía
Nace el 13 de abril de 1900 en Cebreros, Ávila. En 1914 se traslada a Madrid y en 1922 se incorpora al servicio militar y es destinado a Marruecos, donde permanece otros dos años.
Entre 1928 y 1932 realiza un largo viaje por Latinoamérica residiendo en varios países, entre ellos Venezuela y Argentina, durante el viaje se multiplica su producción literaria.
De vuelta a España, y tras la Guerra Civil, colabora en varias revistas junto a escritores como Cela o Aleixandre.
Entre sus obras destacan: "De Madrid a Caracas", "Mi río ya no es mi río", “Paisaje y Espíritu”, “Dando mis besos al aire” y “Enamorada cumbre”.
A partir de 1950 recibe varios homenajes en Ávila y Madrid junto a otros escritores de su generación.
Muere el 14 de agosto de 1985, y es enterrado en Cebreros. 
En Cebreros, una placa en su honor le recuerda en su casa familiar. El instituto de Secundaria de Cebreros lleva su nombre.
- Datos: Q5895826